# Pierre-Joseph-Guillaume Zimmermann

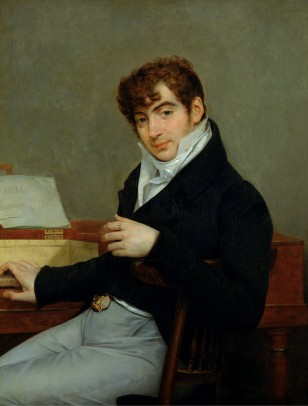
Pierre-Joseph-Guillaume Zimmermann, porträtterad av Antoine-Jean Gros (1808).

Pierre-Joseph-Guillaume Zimmermann, född den 19 mars 1785 i Paris, död där den 29 oktober 1853, var en fransk tonsättare.
Zimmermann ingick som elev vid Pariskonservatoriet 1798, studerade där klaverspelet för Boïeldieu, harmoniläran för Rey och Catel samt kompositionen för Cherubini. Han erhöll flera priser samt utnämndes 1816 till inspecteur général och professor i pianospelning vid konservatoriet. Bland hans elever kan nämnas: Marmontel, Alkan, Thomas, Lacombe, Prudent, Ravina, Goria, Gounod, Bizet, Lefébure-Wély och Franck. Zimmermann utgav Encyclopédie du Pianiste. Han komponerade flera konserter, sonater och fantasier för piano samt operorna L'Enlèvement och Nausica – den förra gavs 1830 på Opéra-Comique, den senare var bestämd för stora operan, men blev aldrig uppförd.